# Diocesi di Sutri

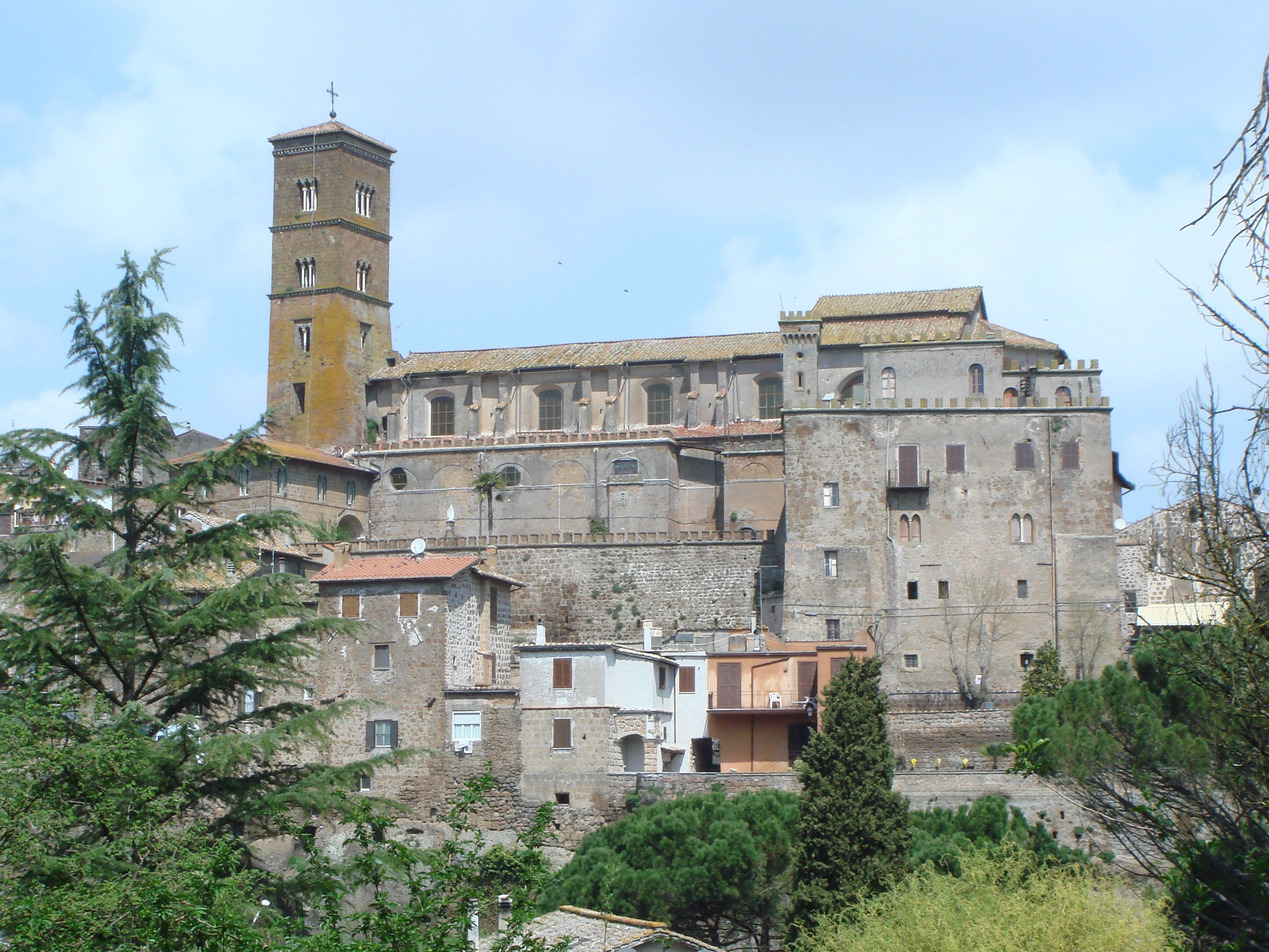
La cattedrale di Sutri e, in primo piano, il palazzo vescovile.

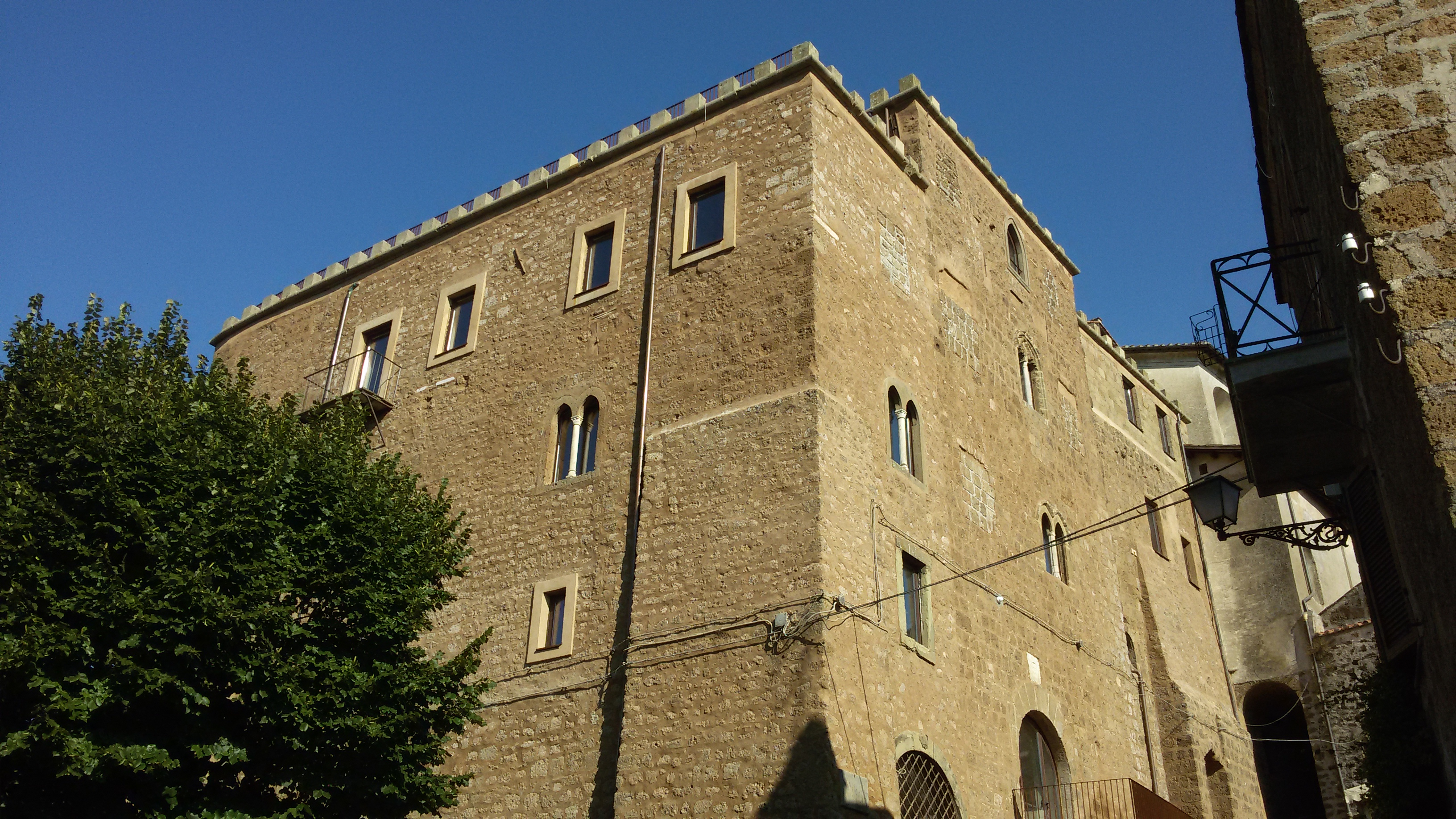
L'ex palazzo episcopale di Sutri, oggi sede del Museo di Palazzo Doebbing, vescovo di Nepi e Sutri dal 1900 al 1916.

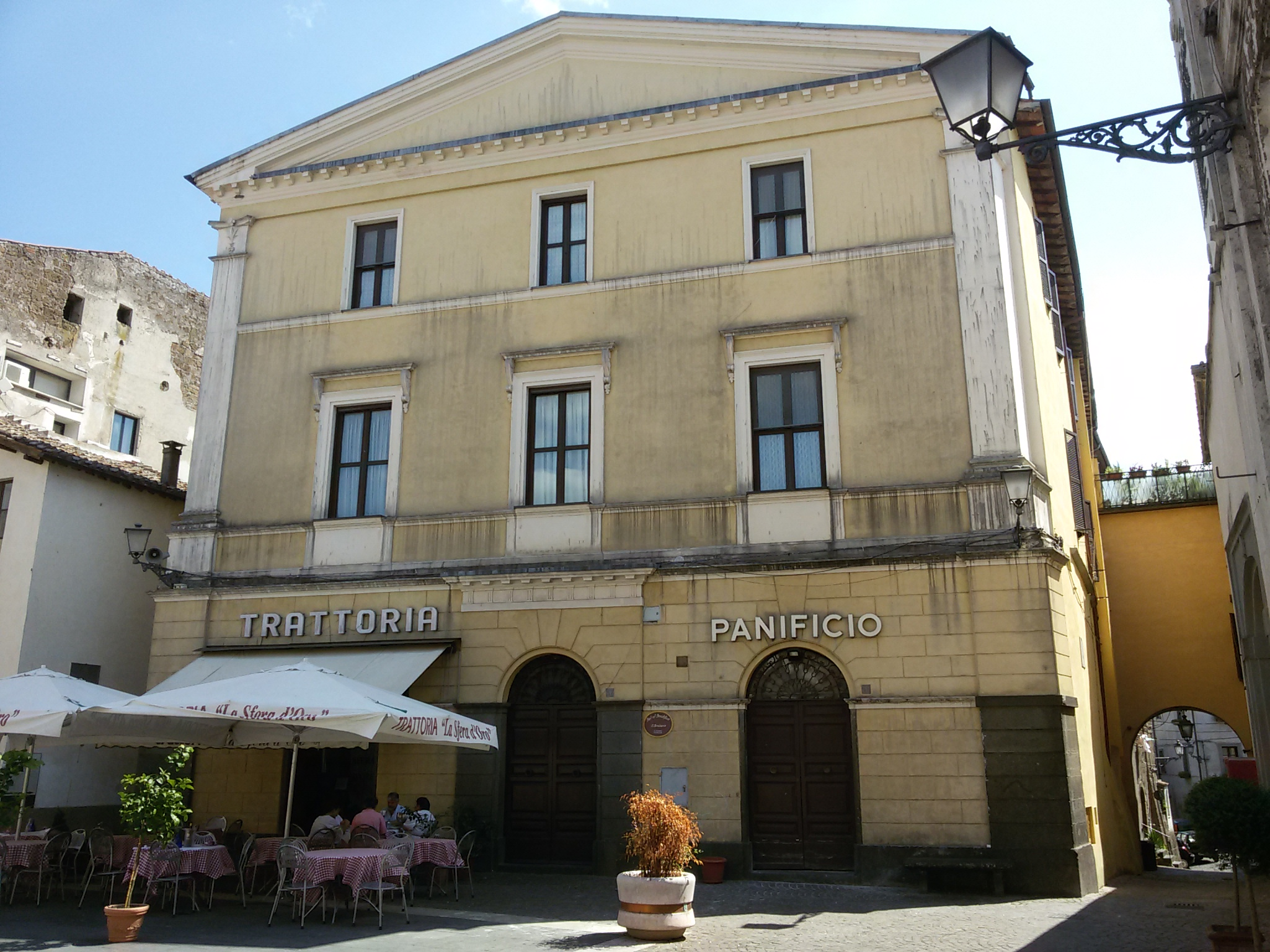
L'ex seminario di Sutri.

La diocesi di Sutri (in latino Dioecesis Sutrina) è una sede soppressa e sede titolare della Chiesa cattolica.

## Territorio
Alla vigilia della sua soppressione, il territorio della diocesi comprendeva nove comuni a cavallo di due province laziali:
- in provincia di Viterbo i comuni di Sutri, Ronciglione, Capranica e Bassano Romano;
- in provincia di Roma i comuni di Canale Monterano[2], Trevignano Romano, Bracciano, Anguillara Sabazia e Manziana.

Sede vescovile era la città di Sutri, dove fungeva da cattedrale la chiesa di Santa Maria Assunta, oggi concattedrale della diocesi di Civita Castellana.
Nel 1980 le sedi unite di Sutri e Nepi comprendevano 38 parrocchie per poco più di 80.000 abitanti.

## Storia
La presenza del cristianesimo a Sutri è attestata con certezza nel IV secolo, epoca in cui viene datata la catacomba di San Giovenale nei pressi dell'attuale cimitero di Sutri, e nel V secolo, quando è documentato per la prima volta lo status di sede vescovile della città. Il martirologio geronimiano ricorda al 23 novembre un "Felice in Tuscia", che una passio, forse risalente al VII secolo, descrive come presbitero che subì il martirio a Faleri Novi e fu sepolto a Sutri. Nel martirologio romano san Felice, patrono di Sutri, è ricordato al 23 giugno.
La diocesi di Sutri è documentata per la prima volta nel 465 e il primo vescovo noto è Eusebio, presente al sinodo romano indetto in quell'anno da papa Ilario e dove furono stabilite norme sulle ordinazioni episcopali e sulle nomine dei vescovi. Per i primi secoli, la successione episcopale è molto lacunosa e i vescovi sono noti solo per la loro presenza ai concili celebrati a Roma dai pontefici.
Importante fu il legame della diocesi con la vicina Sede apostolica, a cui fu sempre immediatamente soggetta. In seguito alla donazione di Sutri il territorio fu inserito nel Patrimonium Sancti Petri, il nucleo originario dello Stato Pontificio. Qui sorsero nell'VIII e nel IX secolo alcune importanti domuscultae, fattorie fortificate per l'approvvigionamento di Roma. Questo legame è rafforzato nel X secolo: il vescovo Niccolò figura nel 904 come datario e bibliotecario pontificio, mentre il vescovo Benedetto è elevato al soglio pontificio nel 974 con il nome di Benedetto VII.
Secondo Duchesne, in un'epoca imprecisata attorno al X secolo Sutri avrebbe assorbito l'antica diocesi di Monterano (la Forum Clodi di epoca romana), estendendo così la sua giurisdizione ai borghi attorno al lago di Bracciano. Nel 1112 il vescovo sutrino Alberico rivendicò diritti anche sul territorio dell'antica diocesi di Centumcellae, da poco unita a quelle di Blera e di Tuscania, e per questo si appellò a papa Pasquale II, che in un sinodo romano dette ragione ad Alberico; l'assenza di ulteriori documenti impedisce di conoscere il seguito di questa vicenda, che dovette ritornare a sfavore dei vescovi sutrini, che non ebbero mai giurisdizione sul territorio di Civitavecchia.
Nel 1046 a Sutri si svolse un concilio indetto dall'imperatore Enrico III, che pose fine allo scisma che vedeva opporsi tre rivali per il papato: vi fu eletto papa Clemente II. In un altro sinodo del 1059 fu deposto l'antipapa Benedetto X ed eletto papa Niccolò II. Sutri fu in questo periodo al centro delle contese fra papato e impero; ne fece le spese il vescovo Bonizone, tra i protagonisti della cosiddetta riforma gregoriana, che fu espulso dalla sua sede per l'appoggio alla causa papale e trovò rifugio per un certo periodo presso Matilde di Canossa prima di essere nominato vescovo di Piacenza.
Nel 1111 Sutri fu ancora teatro delle vicende politico-religiose che videro coinvolte la Santa Sede e l'imperatore Enrico V con la stipulazione del cosiddetto concordato di Sutri. La sconfessione dell'accordo da parte dei pontefici, porto la città di Sutri sotto il controllo imperiale. Sul finire del XII secolo lo stesso imperatore Enrico VI dimorò per un certo periodo a Sutri, la cui sede episcopale era governata allora dal vescovo di origini tedesche Radulfo. A lui si rivolsero i successivi imperatori perché intercedesse presso i pontefici per togliere la scomunica che gravava su di loro. Papa Innocenzo III inviò Radulfo in Germania per assolvere dalla scomunica l'imperatore, ma la mancata osservanza delle direttive papali portò alla deposizione del vescovo al suo rientro in Italia. Tra il 1243 ed il 1244 la città fu per breve tempo sede papale, quando papa Innocenzo IV vi si stabilì per fuggire dall'imperatore Federico II, che egli aveva scomunicato.
Nell'ottobre del 1371 il vescovo Angelo da Vetralla indisse il primo sinodo sutrino di cui si ha conoscenza e i cui atti sono tramandati da un manoscritto del XV secolo dove sono trascritti anche gli atti del sinodo celebrato dal domenicano Angelo Altieri nel 1457, una ventina d'anni dopo l'unione di Sutri con la diocesi di Nepi. Nelle costituzioni episcopali di Angelo da Vetralla si fa esplicita menzione del martire Felice, primo patrono della città, venerato in nostra matrici sutrina ecclesia.
Il 12 dicembre 1435 la diocesi di Sutri fu unita con quella di Nepi in forza della bolla Sacrosancta Romana ecclesia di papa Eugenio IV. Iniziò da questo momento un percorso comune per le due diocesi, che tuttavia mantennero distinte giurisdizioni, curie e residenze vescovili.
Fu vescovo di Sutri fra il 1556 e il 1560 il futuro papa Pio V, uno dei massimi protagonisti della riforma cattolica post-tridentina. Già nel 1564 il vescovo Girolamo Gallarati, che prese parte al concilio di Trento, istituì a Sutri il seminario diocesano, che però fu costretto a chiudere due anni più tardi, per riaprire solo nel 1703 con il vescovo Giuseppe Cianti. Al Gallarati si deve probabilmente anche la convocazione di un sinodo per l'attuazione delle riforme tridentine; altri sinodi, i cui atti sono conservati nell'archivio storico diocesano, sono quelli di Orazio Morone nel 1602, di Taddeo Sarti nel 1612, di Dionisio Martini nel 1624, e altri nei decenni successivi.
All'inizio del Settecento, per porre fine ai dissidi fra i capitoli delle due cattedrali, la Congregazione del Concilio decretò che nelle diocesi ci fossero due vicari generali e che nelle bolle di nomina i vescovi avessero alternativamente il titolo di "Nepi e Sutri" e di "Sutri e Nepi".
Durante il periodo napoleonico il vescovo Camillo de Simeoni rifiutò di sottoscrivere il giuramento, e per questo fu imprigionato e deportato, mentre le sue diocesi furono soppresse e aggregate alle diocesi di Civita Castellana e Orte.
Il 5 settembre 1850, in forza del decreto concistoriale Omnium Ecclesiarum sollicitudo, la diocesi di Sutri cedette le parrocchie di Tolfa e di Allumiere alla diocesi di Civitavecchia.
All'inizio del Novecento le due diocesi furono affidate al vescovo, francescano tedesco, Bernhard Joseph Doebbing, il quale, con lo scoppio della prima guerra mondiale, fu accusato da Il Messaggero di fare campagna antipatriottica per la vittoria della Germania. Il vescovo querelò il giornale, ma nel processo che ne seguì da accusatore finì per diventare un accusato; perse il processo e si ritirò nel convento di San Francesco a Ripa, dove morì il 14 marzo 1916. Gli succedette Luigi Maria Olivares, salesiano ed ex parroco al Testaccio a Roma, proclamato venerabile da papa Giovanni Paolo II nel 2004.
Il 10 aprile 1976 Marcello Rosina, vescovo di Sutri e Nepi, fu nominato anche vescovo delle sedi unite di Civita Castellana, Orte e Gallese, unendo così in persona episcopi le cinque sedi della provincia viterbese.
L'11 febbraio 1986 le diocesi di Sutri e di Nepi sono state soppresse e il loro territorio incorporato in quello della diocesi di Civita Castellana; contestualmente l'ex cattedrale di Sutri ha assunto il titolo di concattedrale della diocesi civitonica.
Dal 16 febbraio 1991 Sutri è annoverata tra le sedi vescovili titolari della Chiesa cattolica; dall'8 gennaio 2011 l'arcivescovo, titolo personale, titolare è Antonio Guido Filipazzi, nunzio apostolico in Polonia.

## Cronotassi dei vescovi

### Vescovi di Sutri
- Eusebio † (menzionato nel 465)
- Costanzo † (prima del 487 - dopo il 495 ?)
- Mercurio † (prima del 495 ? - dopo il 502)
- Agnello I ? † (menzionato nel 593)[18]
- Barbato † (menzionato nel 649)
- Grazioso I † (menzionato nel 680)
- Agnello II † (menzionato nel 721)
- Grazioso II (o Gaudioso) † (menzionato nel 743)
- Agatone † (menzionato nel 769)
- Valerino (o Valeriano) † (menzionato nell'826)
- Giovanni I † (prima dell'853 - dopo l'861)
- Bonifacio dei conti di Tuscolo † (menzionato nell'882)
- Niccolò † (menzionato nel 904)[6]
- Marino † (prima del 963 - dopo il 969)[19]
- Benedetto dei conti di Tuscolo † (? - ottobre 974 eletto papa con il nome di Benedetto VII)[19]
- Domenico I † (prima del 1001 - dopo gennaio 1015)[19]
- Pietro † (menzionato nel gennaio 1017)[19]
- Domenico II † (menzionato nel 1027)
- Anonimo † (menzionato in aprile 1049)[19]
- Kilino (o Azelino) † (menzionato nel 1050)[19]
- Rolando † (menzionato nel 1059)
- Giovanni II † (prima del 1065 - dopo il 1068)[19]
- Mainardo † (menzionato nel 1070)[19]
- San Bonizone † (prima del 1078 - 1082 ?[20] nominato vescovo di Piacenza)[19]
- Gennaro ? † (menzionato nel 1090)[21]
- Alberico † (prima del 1105 - dopo il 1112)[19]
- Ottone † (prima del 1126[19] - circa 1137 deposto)
- Giovanni III † (1137[22] - ?)
- G. † (menzionato nel 1158)[23]
- Adalberto † (menzionato nel 1170)[24]
- Giovanni IV † (menzionato nel 1179)
- Radulfo † (prima del 1194 - dopo settembre 1198 deposto)[10]
- Pietro Ismaeli † (fine 1200[25] - dopo il 1230)
- Anonimo † (menzionato nel 1239)[26]
- Anonimo † (menzionato nel 1251)[27]
- Morico (o Menco o Moruccio) † (prima del 1253 - 1275 deceduto)
- Francesco † (1275 - ?)
- Ildiprandino, O.P. † (menzionato il 5 gennaio 1277)[28][29]
- Florasio, O.F.M. † (22 settembre 1279 - 1282 deceduto)
- Aldebrando (o Aldobrando) † (12 gennaio 1283 - 1290 deceduto)
- Giacomo † (16 maggio 1290 - dopo il 1321/1322|22 deceduto)
- Tommaso, O.P. † (7 giugno 1325 - ? deceduto)
  - Berengario di Saint-Affrique † (16 novembre 1328 - circa 1333 dimesso) (vescovo eletto)
- Uguccione di Perugia, O.F.M. † (19 marzo 1333 - circa 1340 deceduto)
- Giovanni V † (20 marzo 1340 - ? deceduto)
- Giovanni Vergoni, O.E.S.A. † (19 luglio 1342 - 1348 deceduto)
- Ugolino da Pietralunga, O.P. † (23 giugno 1348 - gennaio 1353 deceduto)
- Nicola † (13 febbraio 1353 - ? deceduto)
- Pietro Velli, O.F.M. † (12 ottobre 1360 - 1363 deceduto)
- Angelo da Vetralla † (5 giugno 1364 - ? deceduto)
- Domenico III † (25 gennaio 1377 - ? deceduto)
  - Pietro Cenci † (1º maggio 1384 - ?) (vescovo eletto)[30]
- Bernardo di Roma † (? - 1406 deceduto)
- Andrea † (16 giugno 1406 - 1410 deceduto)
- Domenico d'Anglona, O.Cist. † (19 ottobre 1411 - 28 febbraio 1429 nominato vescovo di Montefiascone)
  - Andrea II Crisoberga, O.P. † (28 febbraio 1429 - 1430 dimesso) (vescovo eletto)[31]
- Luca Rossi de' Tartarinis † (13 novembre 1430 - 12 dicembre 1435 nominato vescovo di Nepi e Sutri)

### Vescovi di Nepi e Sutri
- Luca Rossi de' Tartarinis † (12 dicembre 1435 - 1447 deceduto)
- Giacomo Cordoni † (26 maggio 1447 - 1453 deceduto)
- Angelo Altieri, O.P. † (30 aprile 1453 - 1472 deceduto)
- Battista Pontini † (5 luglio 1473 - 5 novembre 1484 nominato vescovo di Bitonto)
- Andrea Paltroni † (5 novembre 1484 - 1489 deceduto)
- Bartolomeo Flores † (21 agosto 1489 - 4 agosto 1495 nominato vescovo di Cosenza)[32]
- Francesco da Cascia † (5 agosto 1495 - 1497 deceduto)
- Antonio Torres, O.S.H. † (17 aprile 1497 - 1497 deceduto)
- Zanardo Bacarotto † (17 luglio 1497 - 24 agosto 1503 deceduto)
- Antonio Alberici † (11 ottobre 1503 - 1506 deceduto)
- Gian Giacomo Bruni † (6 febbraio 1506 - 27 agosto 1507 dimesso)
- Paolo Emilio Bruni † (27 agosto 1507 - 1516 deceduto)
- Jacopo Bongalli † (5 novembre 1516 - 1538 dimesso)[33]
  - Giacomo Simonetta † (6 febbraio 1538 - 1º novembre 1539 deceduto) (amministratore apostolico)
- Pomponio Ceci † (24 novembre 1539 - 4 agosto 1542 deceduto)
- Pietro Antonio De Angelis † (7 agosto 1542 - 1553 deceduto)
- Antonio Simeoni, O.S.B.Cam. † (3 luglio 1553 - 2 settembre 1556 deceduto)
- Antonio Michele Ghislieri, O.P. † (4 settembre 1556 - 27 marzo 1560 nominato vescovo di Mondovì, poi eletto papa con il nome di Pio V)
- Girolamo Gallarati † (27 marzo 1560 - 9 giugno 1564 nominato vescovo di Alessandria)
  - Tiberio Crispo † (19 gennaio 1565 - 6 ottobre 1566 deceduto) (amministratore apostolico)
- Egidio Valenti, O.E.S.A. † (25 ottobre 1566 - 9 maggio 1568 deceduto)
- Camillo Campeggi, O.P. † (14 maggio 1568 - 1569 deceduto)[34]
- Donato Stampa † (14 dicembre 1569 - 1575 deceduto)
- Alessio Stradella, O.E.S.A. † (20 luglio 1575 - 27 agosto 1580 deceduto)
- Orazio Morone † (5 settembre 1580 - 30 maggio 1603 deceduto)
- Taddeo Sarti † (31 maggio 1604 - 1616 dimesso)
- Dionisio Martini, O.F.M.Obs. † (18 maggio 1616 - settembre 1627 deceduto)
- Sebastiano De Paoli † (settembre 1627 succeduto - 17 febbraio 1643 deceduto)
- Bartolomeo Vannini † (13 luglio 1643 - 1653 deceduto)
- Marcello Anania † (1º giugno 1654 - 25 aprile 1670 deceduto)
- Giulio Spinola † (2 giugno 1670 - 8 novembre 1677 nominato arcivescovo, titolo personale, di Lucca)
- Giacomo Buoni † (28 febbraio 1678 - circa 1679 o 1681 deceduto)
- Stefano Ricciardi † (1º novembre 1681 - 1683 deceduto)
- Francesco Giusti † (9 aprile 1685 - 23 novembre 1693 nominato vescovo di Camerino)
- Savio Millini † (17 maggio 1694 - 10 febbraio 1701 deceduto)
- Giuseppe Cianti † (14 marzo 1701 - novembre 1708 deceduto)
- Vincenzo Vecchiarelli † (15 aprile 1709 - 24 o 27 gennaio 1740 deceduto)
- Francesco Viviani † (11 novembre 1740 - 18 aprile 1746 nominato vescovo di Camerino e Fabriano)
- Giacinto Silvestri † (2 maggio 1746 - 22 luglio 1754 nominato vescovo di Orvieto)
- Filippo Mornati † (16 settembre 1754 - 8 giugno 1778 deceduto)
- Girolamo Luigi Crivelli † (28 settembre 1778 - 27 novembre 1780 deceduto)
- Camillo de Simeoni † (16 dicembre 1782 - 2 gennaio 1818 deceduto)
- Anselmo Basilici † (25 maggio 1818 - 5 settembre 1840 deceduto)
- Francesco Spalletti † (14 dicembre 1840 - 12 gennaio 1850 deceduto)
- Gaspare Petocchi † (20 maggio 1850 - 7 agosto 1855 deceduto)
- Lorenzo Signani, O.F.M.Cap. † (28 settembre 1855 - 2 settembre 1863 deceduto)
  - Sede vacante (1863-1867)
- Giulio Lenti † (22 febbraio 1867 - 28 gennaio 1876 nominato arcivescovo vicegerente di Roma[35])
- Giovanni Battista Paolucci † (28 gennaio 1876 - 15 luglio 1878 nominato amministratore apostolico di Perugia[36])
- Giuseppe Maria Costantini † (15 luglio 1878 - 1º giugno 1891 deceduto)
- Generoso Mattei † (1º giugno 1891 - 9 gennaio 1900 deceduto)
- Bernhard Döbbing, O.F.M. † (2 aprile 1900 - 14 marzo 1916 deceduto)
- Luigi Maria Olivares, S.D.B. † (15 luglio 1916 - 19 maggio 1943 deceduto)
- Giuseppe Gori † (17 agosto 1943 - 2 luglio 1969 deceduto)
  - Sede vacante (1969-1974)
- Marcello Rosina † (10 agosto 1974 - 11 febbraio 1986 nominato vescovo di Civita Castellana)

### Vescovi titolari
- Christoph Schönborn (11 luglio 1991 - 13 aprile 1995 nominato arcivescovo coadiutore di Vienna)
- Paolo Sardi † (10 dicembre 1996 - 20 novembre 2010 nominato cardinale diacono di Santa Maria Ausiliatrice in via Tuscolana)
- Antonio Guido Filipazzi, dall'8 gennaio 2011

## Vescovi nativi di Sutri
Sono almeno quattro i vescovi nati da nobili famiglie sutrine:
- Evangelista Maristelli, vescovo di Tivoli dal 29 aprile 1491 alla sua morte nel settembre 1499;
- Francesco Moscardi, vescovo di Todi dall'8 dicembre 1474 al 1499;
- Basilio Moscardi, nipote del precedente e suo successore sulla cattedra di Todi, morto nel 1517;
- Giacomo de Luciis (o Luzi), vescovo di Caiazzo dal 16 giugno 1480 alla sua morte nel 1503.

## Statistiche
Statistiche delle diocesi unite di Nepi e Sutri:
| anno | popolazione | popolazione | popolazione | presbiteri | presbiteri | presbiteri | presbiteri                | diaconi | religiosi | religiosi | parrocchie |
| anno | battezzati  | totale      | %           | numero     | secolari   | regolari   | battezzati per presbitero | diaconi | uomini    | donne     | parrocchie |
| ---- | ----------- | ----------- | ----------- | ---------- | ---------- | ---------- | ------------------------- | ------- | --------- | --------- | ---------- |
| 1950 | 63.854      | 63.854      | 100,0       | 107        | 61         | 46         | 596                       |         | 72        | 260       | 35         |
| 1970 | 69.232      | 69.279      | 99,9        | 86         | 48         | 38         | 805                       |         | 66        | 313       | 37         |
| 1980 | 84.223      | 84.667      | 99,5        | 92         | 52         | 40         | 915                       |         | 88        | 292       | 38         |